# Vasylj Stus
Vasylj Stus (ukr. Василь Семенович Стус); (Ukrajina, Rahnivka, 8. siječnja 1938. – Rusija, Kučino, 4. rujna 1985.); je ukrajinski pjesnik i publicist, politički disident u Sovjetskoj Ukrajini, jedan od najistaknutijih aktivista za zaštitu ljudskih prava, zaštitu ukrajinskog jezika i prava na slobodu pisane riječi. Godine 1985. nominiran je za Nobelovu nagradu za književnost. U 2005. godini posmrtno mu je dodijeljeno visoko priznanje «Heroj Ukrajine».

## Biografija
Stus je zbog svojih javno iznešenih političkih stavova i protesta zbog pritvaranja ukrajinskih intelektualaca pritvoren na ukupno 23 godine, a sva njegova kvalitetna književna djela bila su zabranjena u cijelom Sovjetskom Savezu. Dio vrijednih književnih djela namjerno je uništen po nalogu KGB-a. Nakon protesta izgladnjivanjem 1985. godine, Stus je umro kao politički zatvorenik u jednom od sovjetskih logora u središnjoj Rusiji.

## Vanjske poveznice
- Vasylj Stus, životopis (eng.)
- The death of Vasyl Stus, author: Nadia Svitlychna (eng.)
- Vasyl Stus Freedom to Write Award with PEN New England
- Poet Vasyl Stus twice received sentences for “anti-Soviet propaganda.” (eng.)  Arhivirana inačica izvorne stranice od 22. listopada 2010. (Wayback Machine)